# Need for Speed III: Hot Pursuit
Need for Speed III: Hot Pursuit е третата игра от поредицата Need for Speed. Тя е разработена от EA Canada и издадена от Electronic Arts. Излиза на 25 март 1998 г. за Плейстейшън и 27 септември 1998 г. за персонален компютър. Била е направена и версия за Playstation 2, но е била спряна.

## Автомобили
Темата за суперавтомобили продължава и в Hot Pursuit, с десет за избор, включително и Ферари 355 Маранело, Астън Мартин DB7 и Мерцедес-Бенц SL600. Има и две бонус превозни средства.
- Астън Мартин DB7 (само за PC)
- Шевролет Курвет C5
- Шевролет Курвет C5 1998 Indy 500 Pace Car (само за Wal-Mart PC версия)
- El Niño
- Ферари 355 F1 Спайдър
- Ферари 456M GT
- Ферари 550 Маранело
- Форд GT Фалкон (само за австралийска PC версия)
- HSV VT GTS (само за австралийска PC версия)
- Италдизайн Нацка C2 (само за PS)
- Италдизайн Сиера (само за PC)
- Ягуар Спортс XJR-15
- Ягуар XJR-15
- Ягуар XK8
- Ягуар XKR
- Ламборгини Каунтач
- Ламборгини Диабло SV
- Листър Щорм
- Мерцедес Бенц CLK GTR
- Мерцедес Бенц SL 600 (само за PC)
- Спектре R42

## Писти
Пистите са общо 9 (с една бонус).
- Atlantica
- Aquatica
- Country Woods
- Empire City
- Hometown
- Lost Canyon
- Redrock Ridge
- Rocky Pass
- Summit